# ایریدیا سالازار
ایریدیا سالازار (انگلیسی: Iridia Salazar؛ زادهٔ ۱۴ ژوئن ۱۹۸۲) ورزشکار تکواندو اهل مکزیک است.
وی در مسابقات کشوری و بین‌المللی در مجموع برندهٔ ۲ مدال طلا، ۳ مدال نقره و ۱ مدال برنز شده‌است.